# Les Granges-le-Roi
Pour les articles homonymes, voir Les Granges (homonymie).
Les Granges-le-Roi (prononcé [lɛ ɡʁɑ̃ʒ lǝ ʁwa] ) est une commune française située à 46 km au sud-ouest de Paris dans le département de l'Essonne en région Île-de-France.
Ses habitants sont appelés les Grangeois.

## Géographie

### Description

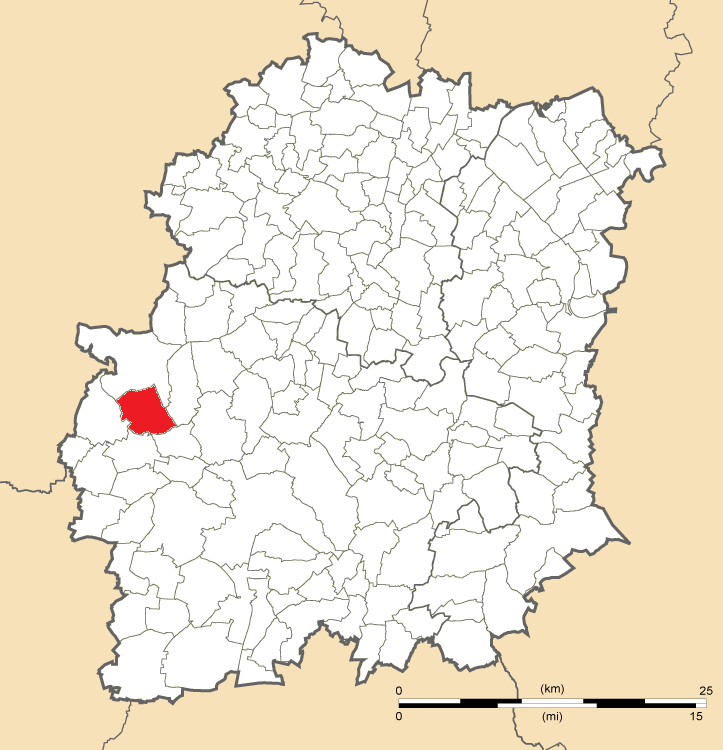
Position des Granges-le-Roi en Essonne.

Petite commune située au sud de Dourdan et en bordure de la forêt de Louye, et de la plaine de Beauce, Les Granges-le-Roi sont essentiellement agricoles. On y cultive les céréales, les betteraves et les pommes à cidre.
Les Granges-le-Roi est située à 46 km au sud-ouest de Paris-Notre-Dame, point zéro des routes de France, 34 km au sud-ouest d'Évry, 13 km au nord-ouest d'Étampes, 3 km au sud de Dourdan, 19 km au sud-ouest d'Arpajon, 24 km au sud-ouest de Montlhéry, 24 km à l'ouest de La Ferté-Alais, 28 km au sud-ouest de Palaiseau, 35 km au nord-ouest de Milly-la-Forêt, et 36 km au sud-ouest de Corbeil-Essonnes.
La ville est réputée pour sa fameuse maison aux rennes lumineux.

### Climat
Pour des articles plus généraux, voir Climat de l'Île-de-France et Climat de l'Essonne.
En 2010, le climat de la commune est de type climat océanique dégradé des plaines du Centre et du Nord, selon une étude du CNRS s'appuyant sur une série de données couvrant la période 1971-2000. En 2020, Météo-France publie une typologie des climats de la France métropolitaine dans laquelle la commune est exposée à un climat océanique altéré et est dans la région climatique Sud-ouest du bassin Parisien, caractérisée par une faible pluviométrie, notamment au printemps (120 à 150 mm) et un hiver froid (3,5 °C). 
Pour la période 1971-2000, la température annuelle moyenne est de 10,8 °C, avec une amplitude thermique annuelle de 15,2 °C. Le cumul annuel moyen de précipitations est de 665 mm, avec 11,1 jours de précipitations en janvier et 7,9 jours en juillet. Pour la période 1991-2020, la température moyenne annuelle observée sur la station météorologique la plus proche, située sur la commune de Dourdan à 3 km à vol d'oiseau, est de 11,4 °C et le cumul annuel moyen de précipitations est de 654,2 mm,. Pour l'avenir, les paramètres climatiques de la commune estimés pour 2050 selon différents scénarios d'émission de gaz à effet de serre sont consultables sur un site dédié publié par Météo-France en novembre 2022.
| Mois                                  | jan.           | fév.           | mars           | avril         | mai           | juin           | jui.          | août          | sep.          | oct.          | nov.            | déc.             | année      |
| ------------------------------------- | -------------- | -------------- | -------------- | ------------- | ------------- | -------------- | ------------- | ------------- | ------------- | ------------- | --------------- | ---------------- | ---------- |
| Température minimale moyenne (°C)     | 1,5            | 1,2            | 3,1            | 4,9           | 8,3           | 11,4           | 13,3          | 13,1          | 10,1          | 7,7           | 4,4             | 2                | 6,8        |
| Température moyenne (°C)              | 4,2            | 4,7            | 7,8            | 10,5          | 13,9          | 17,2           | 19,5          | 19,3          | 15,9          | 12            | 7,6             | 4,7              | 11,4       |
| Température maximale moyenne (°C)     | 6,9            | 8,2            | 12,4           | 16            | 19,4          | 23             | 25,7          | 25,6          | 21,5          | 16,4          | 10,8            | 7,4              | 16,1       |
| Record de froid (°C) date du record   | −16,2 08.01.10 | −15,7 07.02.12 | −10,5 01.03.05 | −4,6 06.04.21 | −1,1 06.05.19 | 1,5 05.06.1991 | 5 04.07.1990  | 4,3 21.08.14  | 0,9 30.09.12  | −4 30.10.1997 | −9,2 23.11.1993 | −10,6 29.12.1996 | −16,2 2010 |
| Record de chaleur (°C) date du record | 16,1 27.01.03  | 19,8 27.02.19  | 24,6 31.03.21  | 28,4 25.04.07 | 30,7 28.05.17 | 37,6 18.06.22  | 41,6 25.07.19 | 41,4 06.08.03 | 34,5 09.09.23 | 29,8 02.10.23 | 21,5 07.11.15   | 16,7 07.12.00    | 41,6 2019  |
| Précipitations (mm)                   | 52,3           | 47,5           | 50             | 43,9          | 68,5          | 53,8           | 52            | 57,4          | 47,5          | 54,9          | 60,6            | 65,8             | 654,2      |

## Urbanisme

### Typologie
Au 1er janvier 2024, Les Granges-le-Roi est catégorisée bourg rural, selon la nouvelle grille communale de densité à sept niveaux définie par l'Insee en 2022.
Elle est située hors unité urbaine. Par ailleurs la commune fait partie de l'aire d'attraction de Paris, dont elle est une commune de la couronne,. Cette aire regroupe 1 929 communes,.

## Toponymie
Grangiæ en 1220, Granchia au XIIIe siècle, Granchie regis, La Grange-Névelou, La Grange-Le-Roi.
L'origine du nom du lieu est peu connue.
La commune est instituée par la Révolution française en 1793 sous le nom de Les Granges, la dénomination actuelle est introduite en 1801 dans le Bulletin des lois.

## Histoire

### Les Granges-le-Roi au Moyen Âge
Le village dépendait de la seigneurie de Dourdan qui était ville royale.
C'est Philippe-Auguste qui rattache le village à la prévôté de Dourdan et au bailliage d'Étampes.
En 1150, le village  appartient aux chanoines réguliers de Saint-Augustin (Saint-Chéron) par l'évêque de Chartres Goslin de Lèves. On possède à ce sujet une charte de donation confirmés par bulle papale d'Innocent III
En 1216, la léproserie de Dourdan, dépendant de l'ordre de Saint-Lazare, situé dans le faubourg Saint-Laurent, possédait des terres à dîmes aux Granges-le-Roi.
La population des Granges en 1220
En 1220, la population des Granges-le-Roi s'élevait à 90 feux fiscaux, c'est-à-dire environ 360 personnes, si l'on compte, comme c'est l'usage, quatre personnes par feu. Cette information est indiquée dans les « procurationes episcopi Carnotensis in majori diaconatu », extraites d'un pouillé du diocèse de Chartres rédigé dans la seconde moitié du XIIIe siècle. La liste permet la comparaison entre les populations des paroisses voisines et les revenus que les différents décimateurs pouvaient tirer des paroisses.
| Paroisses                                     | Paroissiens | Estimations | Collateurs                    |
| --------------------------------------------- | ----------- | ----------- | ----------------------------- |
| Foresta Regis / La Forêt-le-Roy               | 72          | 30 livres   | Le grand archidiacre          |
| Granchie Regis                                | 90          | 40 livres   | L'abbé de Saint-Chéron        |
| Ruppis-Fortis / Rochefort                     | 224         | 60 livres   | Le seigneur du lieu           |
| Roinvilletta / Roinville                      | 57          | 35 livres   | Le grand archidiacre          |
| S.Karaunus / St-Chéron-Montcouronne           | 78          | 30 livres   | Le grand archidiacre          |
| S.Arnulfus in Aquilina/St-Arnould en Yvelines | 290         | 30 livres   | L'archevêque de Paris         |
| S.Cyriacus/ St-Cyr                            | 104         | 30 livres   | Le grand archidiacre          |
| Vallis S-Germani / Le Val-Saint-Germain       | 186         | 30 livres   | Le grand archidiacre          |
| Danesi cum Capellâ / Denisy                   | 56          | 20 livres   | L'abbé de Josaphat            |
| Suus Campus / Sonchamp                        | 360         | 60 livres   | L'abbé de St-Benoît-sur-Loire |
| Chalotum S.-Medardi                           | 290         | 30 livres   | L'abbé de Josaphat            |
| Abluyez / Ablis                               | 240         | 50 livres   | L'abbé de Josaphat            |

Le 8 juin 1253 Saint Louis, voulant récompenser son chambellan Jean de Bourguinel] achète à Berthault Cocalogon, seigneur de Femerez au Perche, près de Châteauneuf-en-Thymerais, une seigneurie, dépendante de celle de Dourdan. Il l'offre à Jean de Bourguinel et à sa femme Marguerite, après avoir rattaché le village au bailliage d'Orléans. Celui-ci le revend en 1266 aux religieux de l'abbaye royale de Longchamp. Cette seigneurie, d'après des lettres d'aveu de messire Berthault, passées dès 1190 sous ll'autorité de la prévôté de Dourdan, n'était autre que la propriété de tous les droits seigneuriaux de la ville de Dourdan, cens, rentes, vassaux, ventes et reventes, saisines et amendes, champart et champartage, avec les mesurages, bonnages et corvées qui appartiennent à ce champart. D'autres revenus, non spécifiés, dans la ville et des biens situés aux Granges s'ajoutaient à cette seigneurie. En 1266, Bourguinel se sépare de cette seigneurie au profit des religieuses de Longchamp.
Les principaux seigneurs qui possédèrent Les Granges-le-Roi en apanage — portion du domaine royal donné aux cadets de la maison de France pour compenser leur exclusion de la couronne — sont :
- Les comtes d'Évreux et le duc Berry entre 1400 et 1478,
- Les ducs de Guise de 1559 à 1588
- Les ducs de Sully de 1611 à 1672
- Les ducs d'Orléans de 1672 à la Révolution française.

Le village comportait deux hameaux :
- La ferme de Villeneuve qui appartenait au XVIIe siècle au chevalier de Passart.
- Le hameau de l'Ouÿe où fut fondée une abbaye en 1163

## Politique et administration

### Rattachements administratifs et électoraux
Rattachements administratifs
Antérieurement à la loi du 10 juillet 1964, la commune faisait partie du département de Seine-et-Oise. La réorganisation de la région parisienne en 1964 fit que la commune appartient désormais au département de l'Essonne et à son arrondissement d'Étampes après un transfert administratif effectif au 1er janvier 1968.
Elle faisait partie depuis 1801 du canton de Dourdan-Sud de Seine-et-Oise. Lors de la mise en place des Hauts-de-Seine, elle intègre le canton de Dourdan. Dans le cadre du redécoupage cantonal de 2014 en France, cette circonscription administrative territoriale a disparu, et le canton n'est plus qu'une circonscription électorale.
Rattachements électoraux
Pour les élections départementales, la commune fait partie depuis 2014 d'un nouveau canton de Dourdan.
Pour l'élection des députés, elle fait partie de la troisième circonscription de l'Essonne.

### Intercommunalité
Les Granges-le-Roi est membre de la communauté de communes Le Dourdannais en Hurepoix, un établissement public de coopération intercommunale (EPCI) à fiscalité propre créé en 2005 et auquel la commune a transféré un certain nombre de ses compétences, dans les conditions déterminées par le code général des collectivités territoriales.

### Tendances et résultats politiques
Élections présidentielles
Résultats des deuxièmes tours :
- Élection présidentielle de 2002 : 85,14 % pour Jacques Chirac (RPR), 14,86 % pour Jean-Marie Le Pen (FN), 84,86 % de participation[18].
- Élection présidentielle de 2007 : 56,97 % pour Nicolas Sarkozy (UMP), 43,03 % pour Ségolène Royal (PS), 85,82 % de participation[19].
- Élection présidentielle de 2012 : 51,62 % pour Nicolas Sarkozy (UMP), 48,38 % pour François Hollande (PS), 89,55 % de participation[20].

Élections législatives
Résultats des deuxièmes tours :
- Élections législatives de 2002 : 57,38 % pour Geneviève Colot (UMP), 42,62 % pour Yves Tavernier (PS), 68,01 % de participation[21].
- Élections législatives de 2007 : 56,63 % pour Geneviève Colot (UMP), 43,37 % pour Brigitte Zins (PS), 62,44 % de participation[22].
- Élections législatives de 2012 : 51,32 % pour Michel Pouzol (PS), 48,68 % pour Geneviève Colot (UMP), 68,01 % de participation[23].

Élections européennes
Résultats des deux meilleurs scores :
- Élections européennes de 2004 : 22,56 % pour Harlem Désir (PS), 17,38 % pour Patrick Gaubert (UMP), 46,71 % de participation[24].
- Élections européennes de 2009 : 27,25 % pour Michel Barnier (UMP), 14,44 % pour Daniel Cohn-Bendit (Les Verts), 47,36 % de participation[25].

Élections régionales
Résultats des deux meilleurs scores :
- Élections régionales de 2004 : 43,49 % pour Jean-François Copé (UMP), 43,28 % pour Jean-Paul Huchon (PS), 67,68 % de participation[26].
- Élections régionales de 2010 : 56,35 % pour Jean-Paul Huchon (PS), 43,65 % pour Valérie Pécresse (UMP), 55,50 % de participation[27].

Élections cantonales et départementales
Résultats des deuxièmes tours :
- Élections cantonales de 2004 : 57,20 % pour Dominique Écharoux (UMP), 42,80 % pour Brigitte Zins (PS), 67,68 % de participation[28].
- Élections cantonales de 2011 : 60,36 % pour Dominique Écharoux (UMP), 39,64 % pour Maryvonne Boquet (PS), 52,83 % de participation[29].

Élections municipales
Résultats des deuxièmes tours :
- Élections municipales de 2001 : données manquantes.
- Élections municipales de 2008 : 417 voix pour Guillaume Gry (?), 413 voix pour Jeannick Mounoury (?), 73,39 % de participation[30].

Référendums
- Référendum de 2000 relatif au quinquennat présidentiel : 72,33 % pour le Oui, 27,67 % pour le Non, 33,24 % de participation[31].
- Référendum de 2005 relatif au traité établissant une Constitution pour l'Europe : 56,89 % pour le Non, 43,11 % pour le Oui, 70,45 % de participation[32].

### Liste des maires
| Période   | Période   | Identité                     | Étiquette | Qualité |
| --------- | --------- | ---------------------------- | --------- | --- |
| 1791      | 1794      | Lubin Lecoy                  |           | |
| 1794      | 1795      | Jean Peschard                |           | |
| 1795      | 1802      | Claude Chenu                 |           | |
| 1802      | 1818      | Louis Gidoin                 |           | |
| 1818      | 1821      | Paul Hardy                   |           | |
| 1821      | 1852      | Jean-Pierre Fontaine         |           | |
| 1852      | 1861      | Jean-Louis Alexandre Regnier |           | |
| 1861      | 1861      | Jean-Pierre Ventenat         |           | |
| 1861      | 1876      | Louis Prudent Thomas         |           | |
| 1876      | 1884      | Louis Frédéric Beauvillier   |           | |
| 1884      | 1886      | Émile Ventenat               |           | |
| 1886      | 1888      | Pierre Prudent Asselin       |           | |
| 1888      | 1895      | François Narcisse Plé        |           | |
| 1895      | 1899      | Charles Marchand             |           | |
| 1899      | 1908      | Henri Roulleau               |           | |
| 1908      | 1925      | Amédée Petit                 |           | |
| 1925      | 1929      | Alfred Petit                 |           | |
| 1929      | 1945      | Eugène Asselin               |           | |
| 1945      | 1977      | Pierre Miger                 |           | |
| 1977      | 1989      | Serge Grimoux                |           | |
| 1989      | 2001      | André Guibon                 |           | |
| 2001      | mai 2020  | Jeannick Mounoury            | DVD       | Économiste de la construction |
| mai 2020  | mars 2021 | Stéphane Poussin             |           | Vice-président de la CC Le Dourdannais en Hurepoix (2020 → mars 2021) Mandat écourté par la démission de plus de la moitié des conseillers municipaux |
| mars 2021 | En cours  | Pierre Vallée                |           | Ingénieur en Agriculture Vice-président de la CC Le Dourdannais en Hurepoix                                                                           |

### Politique de développement durable
La commune a engagé une politique de développement durable en lançant une démarche d'Agenda 21 en 2013.

## Population et société

### Démographie

#### Évolution démographique
L'évolution du nombre d'habitants est connue à travers les recensements de la population effectués dans la commune depuis 1793. Pour les communes de moins de 10 000 habitants, une enquête de recensement portant sur toute la population est réalisée tous les cinq ans, les populations de référence des années intermédiaires étant quant à elles estimées par interpolation ou extrapolation. Pour la commune, le premier recensement exhaustif entrant dans le cadre du nouveau dispositif a été réalisé en 2004.

En 2022, la commune comptait 1 187 habitants, en évolution de −2,06 % par rapport à 2016 (Essonne : +2,89 %, France hors Mayotte : +2,11 %).
| 1793 | 1800 | 1806 | 1821 | 1831 | 1836 | 1841 | 1846 | 1851 |
| ---- | ---- | ---- | ---- | ---- | ---- | ---- | ---- | ---- |
| 400  | 451  | 419  | 418  | 413  | 416  | 407  | 421  | 428  |

| 1856 | 1861 | 1866 | 1872 | 1876 | 1881 | 1886 | 1891 | 1896 |
| ---- | ---- | ---- | ---- | ---- | ---- | ---- | ---- | ---- |
| 418  | 392  | 426  | 409  | 400  | 367  | 400  | 411  | 398  |

| 1901 | 1906 | 1911 | 1921 | 1926 | 1931 | 1936 | 1946 | 1954 |
| ---- | ---- | ---- | ---- | ---- | ---- | ---- | ---- | ---- |
| 384  | 408  | 358  | 320  | 362  | 378  | 368  | 403  | 354  |

| 1962 | 1968 | 1975 | 1982 | 1990 | 1999 | 2004 | 2006 | 2009  |
| ---- | ---- | ---- | ---- | ---- | ---- | ---- | ---- | ----- |
| 366  | 374  | 575  | 762  | 846  | 873  | 944  | 949  | 1 026 |

| 2014  | 2019  | 2022  | - | - | - | - | - | - |
| ----- | ----- | ----- | - | - | - | - | - | - |
| 1 189 | 1 177 | 1 187 | - | - | - | - | - | - |

#### Pyramide des âges
En 2018, le taux de personnes d'un âge inférieur à 30 ans s'élève à 37,7 %, soit en dessous de la moyenne départementale (39,9 %). À l'inverse, le taux de personnes d'âge supérieur à 60 ans est de 22,1 % la même année, alors qu'il est de 20,1 % au niveau départemental.
En 2018, la commune comptait 597 hommes pour 590 femmes, soit un taux de 50,29 % d'hommes, légèrement supérieur au taux départemental (48,98 %).
Les pyramides des âges de la commune et du département s'établissent comme suit.
| Hommes | Classe d’âge | Femmes |
| ------ | ------------ | ------ |
| 0,7    | 90 ou +      | 0,7    |
| 6,6    | 75-89 ans    | 6,7    |
| 14,9   | 60-74 ans    | 14,7   |
| 21,1   | 45-59 ans    | 21,9   |
| 18,1   | 30-44 ans    | 19,3   |
| 14,4   | 15-29 ans    | 16,2   |
| 24,3   | 0-14 ans     | 20,5   |

| Hommes | Classe d’âge | Femmes |
| ------ | ------------ | ------ |
| 0,5    | 90 ou +      | 1,4    |
| 5,4    | 75-89 ans    | 7,2    |
| 12,9   | 60-74 ans    | 13,9   |
| 20     | 45-59 ans    | 19,4   |
| 19,9   | 30-44 ans    | 20,1   |
| 20     | 15-29 ans    | 18,2   |
| 21,3   | 0-14 ans     | 19,8   |

### Enseignement
Les élèves des Granges-le-Roi sont rattachés à l'académie de Versailles.
La commune dispose en 2010 sur son territoire de l'école élémentaire des Vergers.

### Sports
Pour les randonneurs, la commune est traversée par le GR de Pays du Hurepoix, qui relie la vallée de la Bièvre, à celle de l'Essonne, via l'Yvette, l'Orge, et la Juine.

### Lieux de culte
La paroisse catholique des Granges-le-Roi est rattachée au secteur pastoral de Dourdan et au diocèse d'Évry-Corbeil-Essonnes. Elle dispose de l'église Saint-Léonard. L'abbaye Notre-Dame de l'Ouÿe est installée à l'écart de la commune.

### Médias
L'hebdomadaire Le Républicain relate les informations locales. La commune est en outre dans le bassin d'émission des chaînes de télévision France 3 Paris Île-de-France Centre, IDF1 et Téléssonne intégré à Télif.

## Économie

### Emplois, revenus et niveau de vie
En 2006, le revenu fiscal médian par ménage était de 22 103 €, ce qui plaçait la commune au 1 348e rang parmi les 30 687 communes de plus de cinquante ménages que compte le pays et au cent vingtième rang départemental.
| Répartition des emplois par catégories socioprofessionnelles en 2006. |              |                                           |                                                   |                            |                          |                           |
|                                                                       | Agriculteurs | Artisans, commerçants, chefs d’entreprise | Cadres et professions intellectuelles supérieures | Professions intermédiaires | Employés                 | Ouvriers                  |
| Les Granges-le-Roi                                                    | -            | -                                         | -                                                 | -                          | -                        | -                         |
| Zone d'emploi de Dourdan                                              | 0,7 %        | 6,0 %                                     | 18,9 %                                            | 28,5 %                     | 26,3 %                   | 19,6 %                    |
| Moyenne nationale                                                     | 2,2 %        | 6,0 %                                     | 15,4 %                                            | 24,6 %                     | 28,7 %                   | 23,2 %                    |
| Répartition des emplois par secteurs d’activités en 2006.             |              |                                           |                                                   |                            |                          |                           |
|                                                                       | Agriculture  | Industrie                                 | Construction                                      | Commerce                   | Services aux entreprises | Services aux particuliers |
| Les Granges-le-Roi                                                    | -            | -                                         | -                                                 | -                          | -                        | -                         |
| Zone d'emploi de Dourdan                                              | 1,7 %        | 10,4 %                                    | 7,5 %                                             | 11,8 %                     | 21,6 %                   | 6,9 %                     |
| Moyenne nationale                                                     | 3,5 %        | 15,2 %                                    | 6,4 %                                             | 13,3 %                     | 13,3 %                   | 7,6 %                     |
| Sources : Insee,                                                      |              |                                           |                                                   |                            |                          |                           |

## Culture locale et patrimoine

### Lieux et monuments
- La portion communale de la forêt de Dourdan au nord et les bois au sud ont été recensés au titre des espaces naturels sensibles par le conseil général de l'Essonne[51].
- Abbaye Notre-Dame de l'Ouÿe.
- L'église Saint-Léonard,  qui existait déjà avant 1150, fut concédée à cette date, par Goslin de Lèves, aux chanoines augustins de l'abbaye de Saint-Chéron-lès-Chartres. On trouve en 1170 une transaction entre le prieur et ses habitants, pour « le luminaire de la Saint-Barthélemy »[52].
À partir du XIIIe siècle, les prieurs eurent des difficultés à percevoir la dîme de vin des Granges dont une partie du territoire était cultivée en vignes. L'église Saint-Léonard partageait avec celle de Dourdan les offrandes et les legs pieux des propriétaires du pays, et son revenu s'élevait au XIIe siècle à environ 4000 F. (de 1900, soit env. 40 000 F de 2000). En 1217, par devant deux chanoines de Paris, juges délégués par le pape, est signée, à la demande des parties, une transaction entre l'abbé de Saint-Chéron et le curé des Granges « au sujet des dîmes des vignes et menues dîmes possédées à Dourdan par ce dernier ». Le procureur de Saint-Chéron revendique pour le couvent ces dîmes au nom du droit paroissial, et le curé des Granges, Barthélemy Jorri, après preuve et délibération, se décide à reconnaître qu'il rendra chaque année de bonne foi au couvent la dîme des vignes. Quant aux menues dîmes, tant qu'il vivra, il les recueillera au nom du monastère et, en reconnaissance, il devra, au jour de la collecte des dîmes, 2 deniers. Après son décès, les dîmes reviendront intégralement au monastère.
Son patron, saint Léonard, était l'objet du pèlerinage des mères de la contrée qui y portaient leurs enfants tardifs à parler. On voit, dans le chœur et dans le milieu de la nef, des pierres tombales du XIVe siècle et du XVe siècle, qui portent les noms des laboureurs de la paroisse, spécialement des terres de l'abbaye de Louye.
L'église a été maintes fois remaniée : au XIIIe, au XVe et au XVIIe. Il ne reste de l'église primitive du XIIe que le portail ouest. La nef date du XIIIe, le maître-autel du XVIIe. Sa principale caractéristique est sa haute tour carrée qui se voit de très loin. Elle a été inscrite aux monuments historiques le 17 février 1950[53].
- Le four à chaux et à tuiles, datant de 1851, qui servait à fabriquer des briques et des tuiles. Cette activité s'est arrêtée vers 1920.

### Personnalités liées à la commune
Quelques habitants des Granges identifiés en 1340
Le rôle des cens dus à l'abbaye pour l'an 1340 permet de retrouver quelques habitants des Granges-le-Roi à cette époque. Voici un extrait de ce rôle :
1. " La fame feu Gilet Mahi, pour sa terre de l'Estanc, 3 deniers;
2. " item, pour sa meson des Vergiers, 5 sols.
3. " Agnys la Bernine, pour sa vingne des Ourmeteaux, 9 deniers.
4. " Guillaumin Cornille, pour sa vingne dessus l'Estanc, 5 deniers.
5. " Perrot le Roy, pour la meson qui fu à la Cronillele, 1 denier.
6. " Item, pour la meson qui fu Sirou, 3 deniers.
7. " Colin Gautier, pour la terre qui fu Tirboilleau, 2 deniers, obole.
8. " La fame fu Thomas le Prince, pour sa meson des Bordes, 6 sols.
9. " Houdon la Girarde, pour sa terre de Vau Roullet, 12 deniers.
10. " Robin du Point, pour ses haires de la Saucoye, 22 deniers, ob.
11. " Gautier Renier, pour sa terre de Longue Raye, 9 deniers, ob.
12. " Item, pour sa terre de Saint-Ladre, 6 deniers.
13. " Micheau Guillart, charon, pour sayre de la Sauçoye, 1 denier.
14. " L'Oustel-Dieu, pour sayre de la Sauçoye et pour sa noue, 14 deniers.
15. " Item, pour sa vingne des Baleiz, 5 deniers, ob.
16. " Guiot le Chandelier, pour saire de la Sauçoye, 1 denier.
17. " Nolet Caperon, pour sa mesn des Vergiers, 20 deniers.
18. " Jehan Taudin, pour ses ayres de la Sauçoye, 2 deniers.
19. " Jehan le Texier, pour ses courtiz de l'Estanc, 4 sols 8 deniers, etc, etc.
20. " Ce sont les cens ad dames de Lonc Champ, receus ad Granges le Roy, le jour de Sainct Remi, qui furent jadis ad James de Breban, l'an de grace mil CCC XLIIII ".

### Héraldique et logotype
| Blason de Les Granges-le-Roi | La commune de Les Granges-le-Roi ne dispose pas de blason. Elle dispose cependant d’un logotype. |  |